# مامادي إندوكا
مامادي إندوكا (بالإنجليزية: Mamadi Indoka)‏ هو مخرج وكاتب سيناريو كونغولي من مواليد السابع من تشرين الثاني/نوفمبر 1976 في كينشاسا بجمهورية الكونغو الديمقراطية.

## المسيرة المهنية
داخل مامدي إندوكا عالم السينما لأول مرةٍ في عام 2002 حينما أخرجَ فيلمًا قصيرًا عُرض في العاصِمة الإسبانيّة مدريد، فقرر حينها التعمّق في دراسة السينما وكل ما يُحيط بها فسافر إلى كندا لهذا الغرض ومن ثمّ إلى الولايات المتحدة حيثُ أصبح مخرجًا وكاتب سيناريو.
بحلول العام 2005، كتب مامادي وأخرج أول فيلمٍ قصيرٍ له بعنوان ليلةٌ من الجحيم (بالفرنسية: Une nuit d'enfer)‏، ثمّ كتب وأخرج في العام الموالي فيلمًا قصيرًا آخر بعنوان جمال الموت (بالفرنسية: La Beauté de la mort)‏، قبل يُخرج أول فيلمٍ طويلٍ له في عام 2007 تحتَ عنوان بعد 32 عامًا (بالفرنسية: 32 ans après)‏ والذي ألّفهُ سيباستيو ندومباسي. يروي هذا الفيلم قصة رجلٍ يعود إلى أنغولا بعد 32 عامًا من فراره بسبب الحرب هناك فيُعامل كأجنبي وهو ابن البلد.
كتب وأخرج مامدي عام 2008 الفيلم الوثائقي الصيد الحرفي (بالفرنسية: La Pêche artisanale)‏، ثمّ أخرجَ في عام 2010 فيلمين قصيرين هما السيدا (بالفرنسية: Le Sida)‏ من تأليف ليونيل مودي مليلا والضحيّة (بالفرنسية: Victime)‏ الذي كتبه بنفسه. صوَّر في نفس العام فيلمه الطويل الثاني غزو التراث (بالفرنسية: L'héritage envahi)‏ الذي هو من تأليفهِ وإخراجهِ وبدعمٍ من شركة كونغو فيلمز برودكشنز للإنتاج. يحكي هذه الفيلمُ قصّة جريمةٍ شنعاء قَتل فيها حارسٌ شخصي موثوق به ،عائلة بأكملها ولم يبق منها سوى طفل رضيع تُخليَّ عنه في الغابة مُعتقدًا أنه سيموت لأسباب طبيعية، لكن ذلك لم يحصل وبدأ الطفل الذي أصبح رجلًا ناضجًا بعد بضع سنواتٍ في السعي للانتقام.

## قائمة أعماله
هذه قائمةٌ بأعمال المخرج مامادي إندوكا:
| السنة | العنوان        | العنوان الأصلي        | ملاحظات     |
| ----- | -------------- | --------------------- | ----------- |
| 2005  | ليلةٌ من الجحيم | Une nuit d’enfer      | فيلم قصير   |
| 2006  | جمال الموت     | La Beauté de la mort  | فيلم قصير   |
| 2007  | بعد 32 عامًا    | 32 ans après          | فيلم قصير   |
| 2008  | الصيد الحرفيّ   | La Pêche artisanale   | فيلم وثائقيّ |
| 2010  | السيدا         | Le Sida               | فيلم قصير   |
| 2010  | الضحيّة         | Victime               | فيلم قصير   |
| 2010  | غزو الإرث      | Héritage envahi       | فيلم طويل   |
| 2011  | كولونا         | Kulunu                | فيلم قصير   |
| 2013  | حياة المعاناة  | Une vie de souffrance | فيلم قصير   |
| 2014  | مومي           | Mokili                | فيلم قصير   |